# Alexander the Great
Alexander the Great je píseň anglické heavymetalové skupiny Iron Maiden, jejímž autorem je baskytarista skupiny Steve Harris. Vydána byla v září roku 1986 na šestém albu kapely Somewhere in Time.
Tato píseň zachycuje historii makedonského krále Alexandra Velikého. Jedná o delší píseň alba.
Tato píseň v minulosti nebyla hrána naživo, i když mezi fanoušky byla velmi oblíbená. Bruce Dickinson v rozhovoru prohlásil, že při nahrávání písně použili vysoce pokročilou hudební technologii, přičemž na albu zní kytarové syntezátory. Během koncertu v té době nemohli najít správný takt, aby skladbu mohli zahrát naživo.
Poprvé tuto skladbu zahráli na turné The Future Past Tour, které se zabývalo tematikou alb Somewhere in Time a Senjutsu.